# Broughton, Lincolnshire
Broughton är en stad och civil parish i North Lincolnshire i Lincolnshire i England. Orten har 5 726 invånare (2011). Byn nämndes i Domedagsboken (Domesday Book) år 1086, och kallades då Bertone/Brocktone.